# Московка (приток Инструча)
Московка (до 1947 года нем. Buduppe) — река в России, протекает по территории Краснознаменского района Калининградской области. Впадает в реку Инструч с левой стороны, в 78 километрах от её устья. Длина реки — 21 км, площадь водосборного бассейна — 141 км².
Притоки: Подлесная (в 3 км от устья, справа), Вилка.

## Данные водного реестра
По данным государственного водного реестра России относится к Балтийскому бассейновому округу, наименование водохозяйственного участка — Преголя; относится к речному бассейну реки Неман и рекам бассейна Балтийского моря (российская часть в Калининградской области).
Код объекта в реестре — 01010000212104300009903.